# 優駿の門 -ピエタ-
『優駿の門 -ピエタ-』（ゆうしゅんのもん -ピエタ-）は、やまさき拓味による『優駿の門』（ゆうしゅんのもん）3作目で日本の漫画作品。『プレイコミック』（秋田書店）2007年No.5から2011年4月号まで連載されていた。単行本は全11巻。同時代の外伝に「優駿の門アスミ」、続編に「優駿の門チャンプ」がある。

## 主な登場人物

### 野山厩舎関係
光優馬
世界で活躍していた超一流騎手。バルブ総帥の騎乗依頼を断ったことで、競馬界から抹殺されたため日本に戻ってくることに。源じぃやボムクレイジーがいる七色浜でピエタのデビューへの調教を行っていた。
野山捨造　
関東地方競馬場の調教師。調教師を辞めて悠々自適な老後生活を送っていたが、小林の窮地には自宅を売却しようともピエタをセリにて4000万円で購入しようとした。優馬の依頼でピエタを国内で走らせる為、野山厩舎を復活。不器用だが優しい。現在高度の糖尿病である。
小林政宏　　
野山厩舎の厩務員。借金2億を抱えピエタ以外の繁殖馬・仔馬が壊滅的な打撃を受けた。牧場再建途中に愛妻「秀子ちゃん」の病死で絶望し自殺しようとするが、ピエタに自殺を止められる。たまたま様子を見に来た野山捨造の勧めでセリにかけた馬を光優馬が落札。ルネサンス牧場を閉鎖し亡き妻の最後の夢を叶えるべく厩務員で復活する。
美浜みかん
関東地方競馬場野山厩舎所属の騎手。神宮寺厩舎の専属騎手をやめて転厩。優馬に憧れて騎手になり、優馬の彼女になりたいと野山厩舎に乗り込んできた。出身は三重県、実家はみかん農家。しゃべりは機関銃。
伊賀拳太
野山厩舎の調教助手。中央競馬騎手。伊賀広和騎手の息子。3年目にしてダービージョッキーになったが、スプリングSで戦った際の光優馬の計算されつくした騎乗に感銘し押しかけ弟子に。生活費などは中央で騎乗しつつ稼ぐ。生意気だが憎めない人物。
野山きな子
光優馬の婚約者。

### 海外オーナー関係
バルブ総帥
世界最大の馬主組織・バイアリーバルブチームの総帥。IT成り上がりバルブ軍団専属騎手の勝負服は「黄金」。ケンタッキーダービーにてバルブ軍団のグリフィンではなく、アメリカンビューティーに騎乗することを選んだ光優馬を競馬界から抹殺しようと企む。バルブ軍団の終局点は「世界5大陸を黄金のバルブ色に染め上げること」その為には光優馬は欠かすことができない騎手と語る。
キャメル殿下
アラブの石油王・キャメル軍団の総帥。バルブ総帥から光優馬を守る為、キャメル軍団の主戦騎手として誘いをしに来た。

### ルネサンス牧場関係
小林秀子　　
小林政宏の亡き妻。アルフィーやボムクレイジーファンであった秀子は、小林政宏と見合いで出会い結婚。亡き父の借金1億8000万円を抱えたルネサンス牧場を、関東地方競馬場の厩務員を辞め婿入りした政宏と運営。仔馬の販売で銀行への返済を目指していたが、未曾有の大型台風により牧場はほぼ壊滅状態に。繁殖馬・仔馬が、ただ一頭のみ仔馬を残し死滅。牧場再建の中倒れ、入院6日目にて急性前骨髄球性白血病により亡くなる。世界一美しく、速く、そして強い競走馬になって欲しいと、ミケランジェロ作「ピエタ」から秀子が名付けた。入院中に秀子が書いたピエタと小林政宏の絵は作中に何度も出てくる。
田中の親父
小林夫婦がルネサンス牧場を始めた頃、大変お世話になった牧場主。仔馬を購入するのをキャンセル申し出した馬主（橋本オーナー）のところへ慌てて向かって事故で亡くなる。葬儀に向かった小林は、息子の牧場閉鎖をするしかない悲痛な状態を目にして、日本ダービーでピエタが勝てるならキャンセルした馬と他数頭を買い、勝てなかったらピエタを貰う、という橋本オーナー申し出の賭けに乗る。

## 主な登場馬

### 野山厩舎
ピエタ（父：オグリキャップ、母：アンジュ）
通称「白い奇跡」。北海道日高地方ルネサンス牧場生産の競走馬。白毛。生まれた時には母馬が死亡していた為、小林政宏が人工哺乳にて育てる。小柄。穏やかで優しい性格。優馬が幼少より鍛え作り上げた競走馬。初戦は関東地方競馬場ダート1200mで末脚で差し15馬身離して優勝する。第二戦は関東地方競馬場中央指定交流競走ダート1600mでは逃げで大きく引き離して優勝。第三戦は東京の5R500万ダート1600mでも最後尾から末脚で優勝（バルブ総帥の陰謀でピエタが失格になるよう、岡田厩舎の調教師に寝ワラにまくよう薬を渡すが、岡田はピエタに与えなかった）。第4戦は中山競馬場芝1800mスプリングS（GII）に参戦。ここまで無敗で制し皐月賞の優先出走権を得る。第五戦は皐月賞に参戦。
本来の適正距離はスプリンターであり、2000mを超えるレースには向かなかったが、優馬の特訓の甲斐あって以後、連戦連勝。皐月賞・東京優駿(ダービー)・菊花賞を無敗で制覇。光優馬復帰戦の翌年の有馬記念を逃げ切り大差勝ち。無敗の四冠馬となる。続編では、レース後に放牧されていたが、翌年の天皇書（秋）から復帰し、ネイルクイーンを退けて優勝をする。有馬記念では光優馬の騎乗馬がどの馬になるのかに注目が集まったが、結局、ピエタに騎乗。豪雨で最悪の状況の中スタートを切り、道中は中断、向こう正面から仕掛け始め、最終コーナーで落馬した他馬を避けるための行動が後の重大な故障に繋がる。そのまま直線を迎え、最後でファケレを抑えて優勝するものの、左前脚粉砕骨折を発症し予後不良の診断を受ける。しかし、そこから治療を開始。目標としていた凱旋門賞を断念することになり生きる希望を失って断食症状に陥るが、光や小林の思いによって自身の気持ちに気が付き治療を再開したものと思われる。
最終話に、ハクジャが出産した双子の競走馬（葦毛？と鹿毛？）の父がピエタである旨が記載されていたことから、何らかの治療の成果によって一時的にせよ種付けができる状態まで回復したことがうかがい知れる。ただし現状は生死不明。

### その他登場馬
アメリカンビューティー
騎手を数名再起不能にする位気性が荒かったが、オーナーであるマロン牧場エレンの依頼で光優馬が騎乗してからは連勝。三流血統・片目が不自由（牧場の買主予定者が暴れるビューティーに発砲した為）。デビュー後は無敗でケンタッキーダービーを制した。バルブ総帥に脳を撃たれるが、治療により生存している模様。
ファケレ（父：バトルハート、母：クレオパトラ）
アラビア語で「誇り」という意味の名前。英国ダービーのゴール板に最も近い馬、とヨーロッパ中で囁かれていたが、光優馬が作り上げた馬と戦わせたいと、キャメル軍団主戦騎手である月山左京の強い願いで日本にてピエタと皐月賞を戦った。母馬は海外の一流種牡馬を交配され続けても結果が出なかった馬だったが、左京の案でバトルハートが交配されて産まれた馬がファケレだった。
マレンゴ（父：アメリカンビューティー）
通称「アメリカの刺客」。ビューティーが死亡したと思っていた優馬は、直接バルブ総帥のところに行きビューティーの仔か確認。姿だけではなく癖もそっくりだったため確信を得る。
モンスターグレン
中国のモンスターファンドが日本競馬植民地化のために送り込んできた競走馬。額に炎のような白斑がある。実際他の中国産馬が出走していながらも圧倒的な強さで三冠レースを制した。ジャパンカップも制し、暮れの有馬記念でピエタと対決することになる。結末は続編の「優駿の門チャンプ」で語られ、ピエタについていく事ができず馬群に沈んだ。
謎の馬（チャンプ）（父：ボムクレイジー）
浦河の牧場で横になって寝ていた青鹿毛の馬。劇中での登場は数回だけであったが、三代目が優馬との約束を果たすために育て上げた馬。次回作『優駿の門チャンプ』の主人公。

## 単行本
- 第1巻 2007年9月20日 ISBN 978-4-25-325101-3
- 第2巻 2008年2月20日 ISBN 978-4-253-25102-0
- 第3巻 2008年6月20日 ISBN 978-4-253-25103-7
- 第4巻 2008年9月19日 ISBN 978-4-253-25104-4
- 第5巻 2008年12月19日 ISBN 978-4-253-25105-1
- 第6巻 2009年4月20日 ISBN 978-4-253-25106-8
- 第7巻 2009年8月20日 ISBN 978-4-253-25107-5
- 第8巻 2010年1月20日 ISBN 978-4-253-25108-2
- 第9巻 2010年4月20日 ISBN 978-4-253-25109-9
- 第10巻 2010年10月20日 ISBN 978-4-253-25110-5
- 第11巻 2011年4月20日 ISBN 978-4-253-25114-3

## 関連作品
- 優駿の門
- 優駿の門GI

番外編
- 黒い弾丸アルフィー
- 瞳の中のライバル
- 白蹄のライバル

特別編
- ディープインパクト 優駿の門特別編